# Léon, Florida
Quận Leon là một quận nằm ở Panhandle thuộc tiểu bang Florida của Hoa Kỳ. Nó được đặt theo tên của nhà thám hiểm Tây Ban Nha Juan Ponce de León. Theo điều tra dân số năm 2010, dân số là 275.487. Quận lỵ là Tallahassee,  cũng là thủ phủ và nhà của nhiều chính trị gia, nhà vận động hành lang, luật sư và luật sư. Quận Leon được bao gồm trong khu vực đô thị Tallahassee. Tallahassee là nơi có hai trường đại học công lập lớn của Florida, Đại học bang Florida và Đại học A & M Florida, cũng như Cao đẳng cộng đồng Tallahassee. Các tổ chức này cùng nhau tuyển sinh hơn 70.000 sinh viên hàng năm, tạo ra hiệu quả kinh tế và xã hội.